# リポスト
リポスト（イタリア語: Riposto, シチリア語: Ripostu）は、イタリア共和国シチリア州カターニア県にある、人口約15,000人の基礎自治体（コムーネ）。

## 地理

### 位置・広がり

#### 隣接コムーネ
隣接するコムーネは以下の通り。
- アチレアーレ
- ジャッレ
- マスカリ

## 行政

### 分離集落
リポストには、以下の分離集落（フラツィオーネ）がある。
- Altarello, Archi, Carruba, Quartirello, Torre Archirafi